# Подкозёлэк

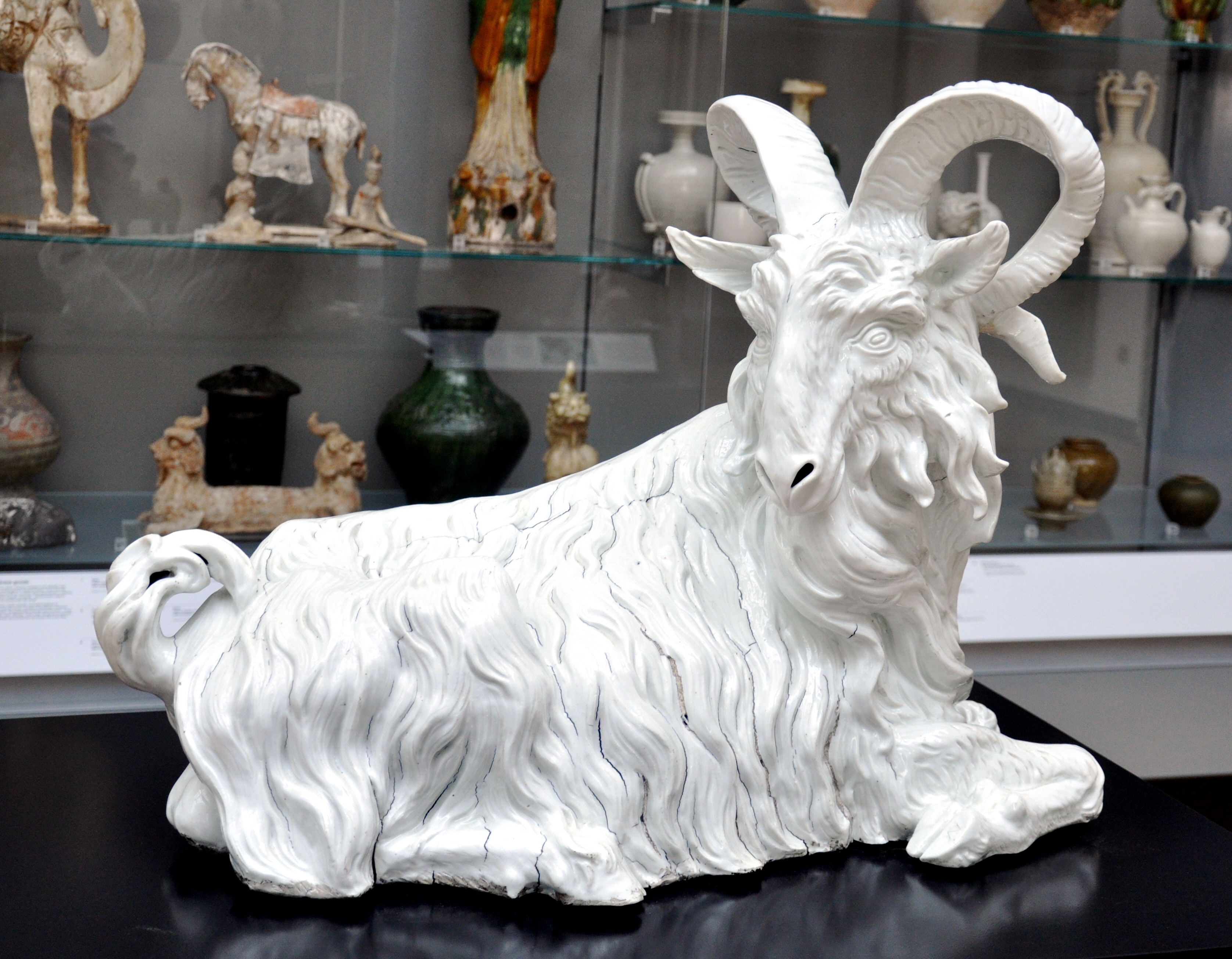
Фарфоровая фигурка козла, 1732 г.

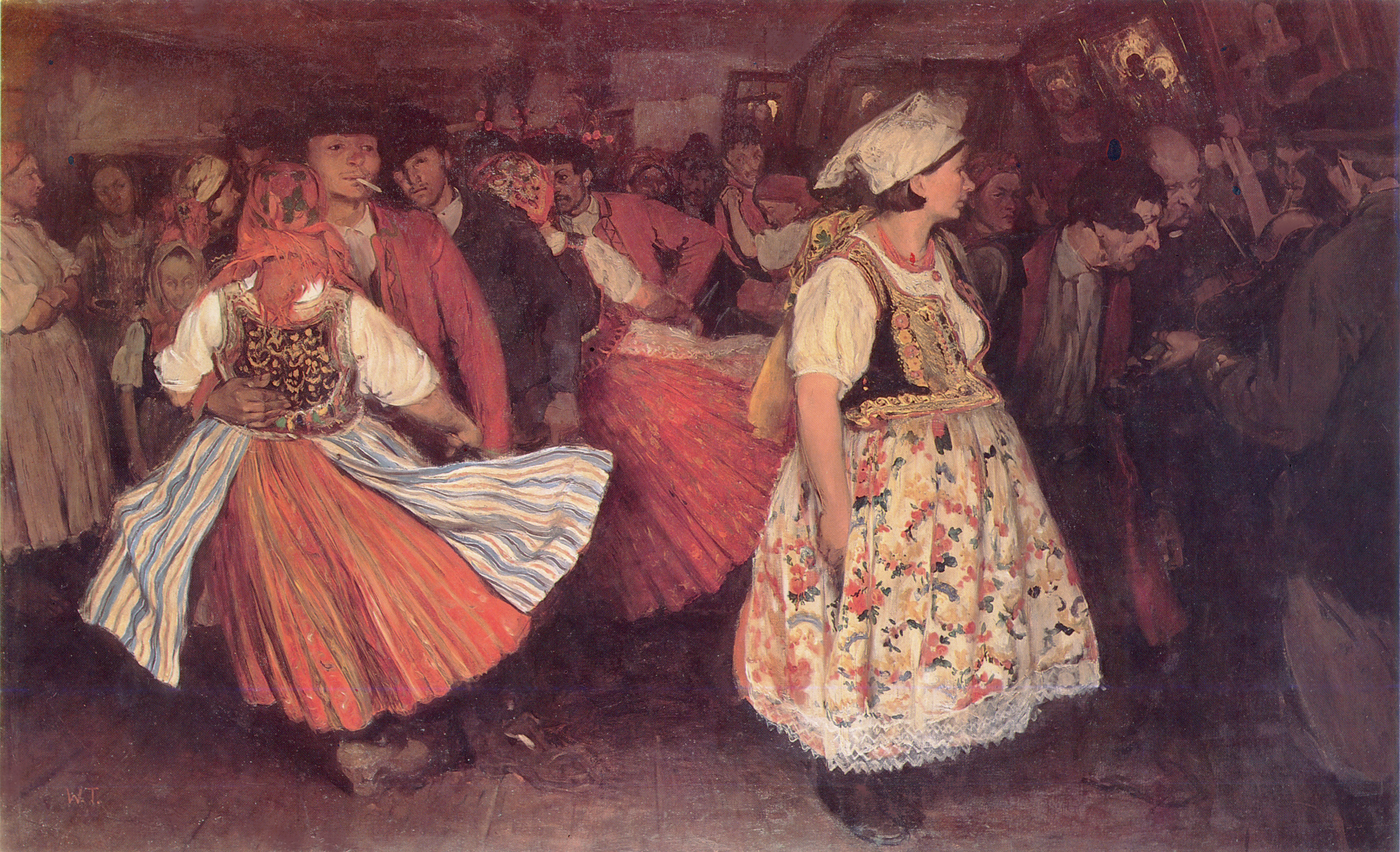
Танцы в корчме

Подкозёлэк (пол. Podkoziołek) — старинный польский народный обряд, известный в Великой Польше, Куявии, Мазовии и в Лодзинском воеводстве. Проводился обычно в ночь на Пепельную среду.

## Описание обряда
Не женившиеся и не вышедшие замуж в прошедшем свадебном сезоне парни и девушки собирались на совместную пирушку. Молодёжь ставила на бочку перед музыкантом вырезанную из дерева или брюквы фигурку обнажённого мужчины или козла, под которой ставили тарелку или блюдо для сбора денег со всех присутствующих. Это блюдо и называли «подкозёлком». Парни поочередно вызывали на танец девушек, и они должны были класть на блюдо денежный выкуп, дававший им право на танец. При этом пели: «Ой, нужно дать под козлика, нужно дать, / Если кто-то из нас хочет выйти замуж!». Собранные деньги шли музыкантам.
В Куявии церемония начиналась с подшучивания над девушками как со стороны парней, так и со стороны музыканта, который, в конце концов, брал их под свою опеку и некоторых из них уступал парням для танцев, беря с них «подкозёлэк» (выкуп в 2—3 гроша). Выкуп платили и девушки, оставшиеся без кавалеров, либо те, за которых никто не хочет платить. Таким образом они могут себе «закупить парубков», и даже побуждались к этому парнями или женщинами. В Куявии церемония иногда проходила в присутствии ряженого — «козла», а в Великой Польше у бочки, на которую клали деньги, становился парень, «державший в руках куколку, одетую по-немецки, или маленького козлика, сделанного из лоскутков». Всё заканчивается до утра Пепельной среды. В некоторых местах (ленчиц., куяв., калиш., познан.) обряд проходил в корчме и на выходе ряженый «старик» обсыпал пеплом из мешочка, привязанного на палке,  девушек, которые не вышли замуж в этом году и которых не «выкупили» заинтересованные парни.